# Vladimir Jurko Glaser
Vladimir Jurko Glaser (Gorizia, 21. travnja 1924. — Ženeva, 22. siječnja 1984.) je bio hrvatski teorijski fizičar izrazite matematičke orijentacije

## Životopis
Rodio se u talijanskoj Gorici. U Zagrebu je studirao teorijsku fiziku. Doktorirao je 1953. godine na osnivi radova napravljenih u Göttingenu pod vodstvom W. Heisenberga. Od 1955. je prvi pročelnik Odjela teorijske fizike Instituta Ruđer Bošković. Od 1957. do kraja života je radio u Europskom centru za nuklearna istraživanja (CERN) u Ženevi, gdje je bio stalni član Teorijskog odjela. Mali je broj radova koji je objavio, ali su u svjetskim mjerilima važni i poznati. Suradnik svjetski uglednih fizičara poput Källena, Epsteina, Thirringa, Paulija.
Glavni Glaserov znanstveni interes bila je aksiomatska kvantna teorija polja i istraživanje procesa sudara među elementarnim česticama, posebno kanonizacija analitičke S-matrice. Radio je na tzv. spin-glass modelu. S Borivojem Jakšićem bavio se problemom transportnih pojava i istraživanjem električne vodljivosti kovina.
Popis Glaserovih znanstvenih zasluga:
- Formulirao je teoriju elektromagnetske strukture čestica s proizvoljnim spinom. Pri tome je prvi na svijetu došao do disperzijskih relacija za elektromagnetske strukturne funkcije, form-faktore. Suautor je Borivoj Jakšić.[1]
- Prvi je egzaktno riješio poznati Thirringov model.[1]
- Suosnivač disperzijske teorije jakih međudjelovanja. Suautor je J. D. Bessis.[1]
- Dokazao je nekoliko teorema o granicama asimptotskog rasta amplituda i udarnih presjeka.[1]
- Napisao jedan od prvih sveučilišnih udžbenika kvantne elektrodinamike na svijetu. Do danas je to prvi i jedini na hrvatskom jeziku.[1]